# Śmiergust
Śmiergust là một phong tục dân gian lâu đời phổ biến ở một số vùng của Ba Lan, đặc biệt là trong và xung quanh thị trấn Wilamowice. Trong thời gian Śmiergust, những chàng trai trẻ đang đổ nước lên những phụ nữ trẻ chưa chồng. Lễ kỷ niệm diễn ra trên Quảng trường Chợ Wilamowice vào Thứ Hai Ẩm Ướt (Thứ Hai Phục Sinh), và trong hoặc gần nhà của phụ nữ vào Chủ Nhật Phục Sinh. Những người tham gia Śmiergust là những nhóm người mặc quần áo, mặc trang phục chắp vá đặc biệt.

## Truyền thống lịch sử
Theo truyền thống, truyền thống Śmiergust, các nhóm đàn ông mặc quần áo đi bộ từ nhà này sang nhà khác, thăm nhà và đổ nước lên các cô gái. Phong tục đôi khi được thấy vào Chủ nhật Phục sinh - chủ yếu ở khu vực xung quanh Oświęcim; địa điểm cụ thể bao gồm Kozy và Wilamowice. Phong tục này được Józef Latosiński mô tả lần đầu tiên trong cuốn sách năm 1909 của ông mang tên Monografia miasteczka Wilamowice (tiếng Anh: The Town of Wilamowice – A Monograph): "(Ngày) Vào ngày thứ hai của lễ Phục sinh, vào buổi chiều, những chàng trai trẻ ăn mặc như những cô gái và những cô gái trưởng thành như những người đàn ông. Một số trong số họ đeo mặt nạ; họ đến thăm nhà, chơi nhạc accordion và đổ nước lên người qua đường; đám rước này được gọi là "smirgust" (Mạnh) ".

## Nghi thức và người tham gia

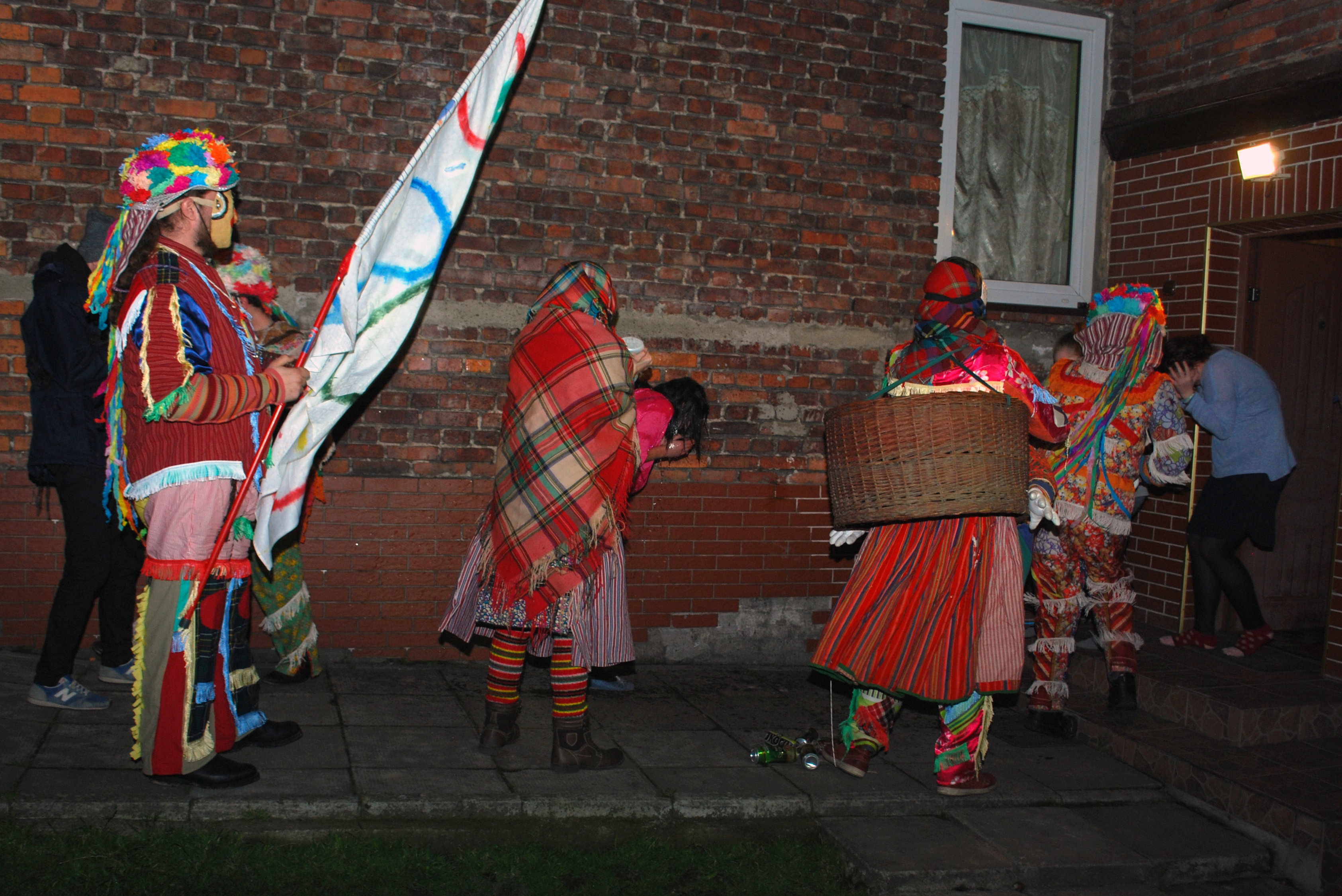
Śmiergustnicy đổ nước vào một cô gái trước nhà.

Những người tham gia Śmiergust đã hóa trang thành nhiều nhân vật khác nhau: "(bác sĩ), người Do Thái, người quét ống khói, người lái xe kéo hoặc người phụ nữ (trên). Tại một thời điểm nhất định, họ bắt đầu sáng tạo ra trang phục của họ từ các miếng vá của quần áo cũ của phụ nữ, dẫn đến hiệu ứng màu mè, sặc sỡ". Họ cũng đội những chiếc mũ được trang trí bằng hoa crepe tượng trưng cho mùa xuân sắp tới, cũng như mặt nạ giấy vẽ tay, đeo để che giấu bản sắc của chủ sở hữu.
Nhóm Śmiergust bao gồm những chàng trai trẻ (16-25), họ đi bộ từ nhà này sang nhà khác suốt đêm và - sau khi cho các cô gái uống nước - nhận thức ăn và đồ uống. Jolanta Danek, một nhà dân tộc học sống ở Wilamowice, nhớ lại rằng "(...) vào tối Chủ nhật, những người đàn ông tập trung tại một ngôi nhà của một trong những người tham gia."  Nhóm thường bao gồm một người chơi accordion, người đi theo cùng vào Chủ nhật Phục sinh và Thứ Hai.
Nhóm Śmiergust đi vào mọi ngôi nhà trong đó có thể tìm thấy một phụ nữ trẻ duy nhất. Thường thì họ có cơ hội đến thăm một ngôi nhà mà họ không dám vào. Họ đổ lên người các cô gái bằng nước, nhảy và hát. "    Những người phụ nữ được đổ rất nhiều nước trong Śmiergust có thể nổi tiếng và - có thể - có cơ hội duyên hôn nhân.  

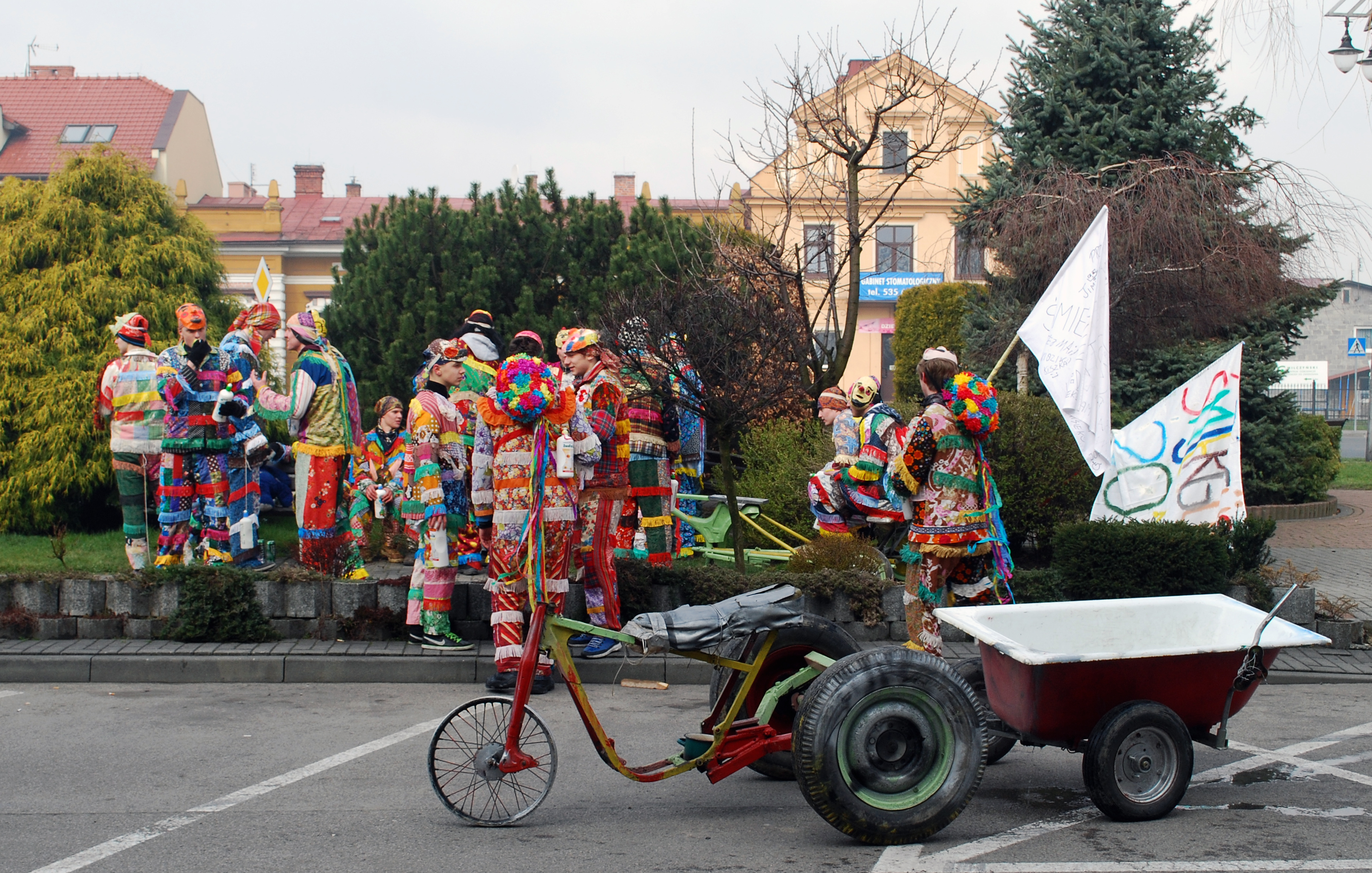
Một nhóm những người tham gia Śmiergust với bồn tắm trên bánh xe chứa đầy nước; Wilamowice, Ba Lan

Józef Gara đã viết trong bài thơ của mình có tựa đề "Dy Wymysöjer miergüśnika" (Vilamovian cho '"Śmiergusters of Wilamowice"'): Những chàng trai Śmiergust phải biết và phải chú ý/không nên bỏ qua ngôi nhà nào nơi các cô gái sống/đừng phá rối một cô gái (...)".
Những người tham gia Śmiergust tiếp tục đổ nước vào người vào ngày Thứ Hai Phục Sinh. Họ tụ tập trên quảng trường chợ và khi những người phụ nữ rời khỏi nhà thờ, những người phụ nữ sr5 bị bắt và bị đổ đầy nước. Các nhân vật cũng trình diễn các màn trình diễn ngẫu hứng và giở trò chọc ghẹo với chủ nhà (chẳng hạn như mang xe đẩy lên mái của nhà chuồng). Sự xuất hiện của những người đàn ông Śmiergust được phát hiện bởi tiếng ồn của những chiếc lon kéo, còi, kèn và tiếng hát và âm nhạc.   Tiếng ồn và âm nhạc thực hiện chức năng tượng trưng - đánh thức "cuộc sống ngủ yên của thiên nhiên".

## Truyền thống bị lãng quên

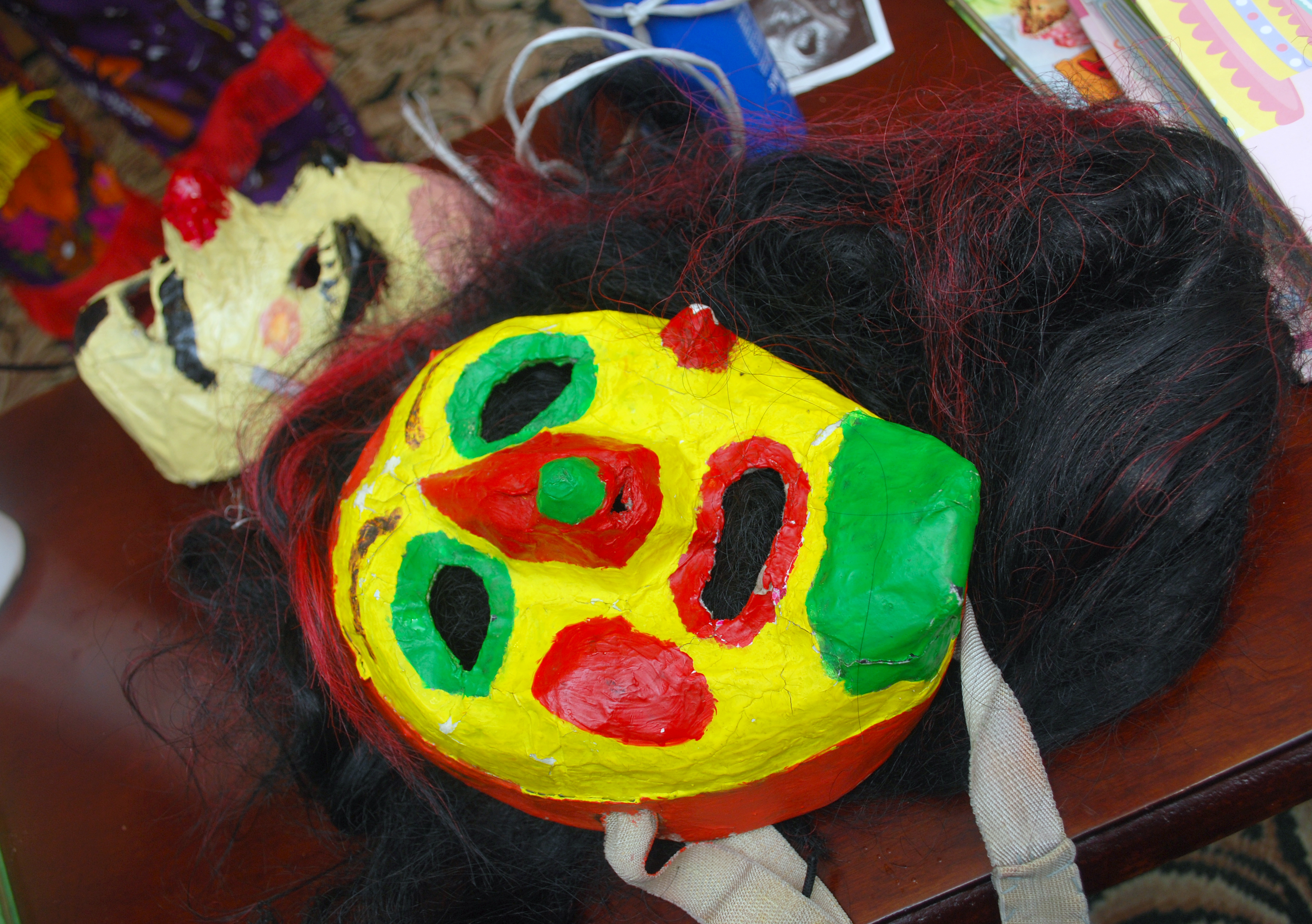
Mặt nạ được sử dụng bởi người tham gia Śmiergust

Hai yếu tố của phong tục Phục sinh ở Wilamowice - hoặc với trang phục của người tham gia - không còn được thực hiện.
Phong tục đổ nước được cho là mang lại may mắn và may mắn cho phụ nữ trẻ. Các nguồn tin đề cập rằng vào Thứ Hai Phục Sinh, theo thông lệ, người ta thường ủng hộ hy vọng cho một mùa màng bội thu: "(...) Vào Chủ nhật Lễ Lá, họ chúc lành cho những cây cọ Phục Sinh, sau đó họ giữ trong nhà, treo dưới mái nhà. Từ những cây cọ, họ sau đó trang trí cho nó, và vào Thứ Hai Phục Sinh, đặt những cây đó trên các cánh đồng, để Chúa cho phép một vụ mùa bội thu. Phong tục này được gọi là "thánh śmirgust.
Ở Wilamowice, trang phục Śmiergust thường được mặc vào ngày thứ ba của một đám cưới: "(...) Những người đàn ông và phù rể, cũng như những vị khách trẻ khác, sẽ mặc vào ngày cuối cùng của đám cưới - đàn ông như phụ nữ, phụ nữ như đàn ông, những người đàn ông phù hợp nhất làm chú rể, v.v... họ sẽ ẩn đằng sau lớp trang điểm không thể phân biệt và đi vòng quanh trên những chiếc xe đẩy, chơi nhạc và tham gia một vòng kỷ niệm thứ hai. Họ đã sưu tập chai rượu mạnh trong giỏ của họ hoặc thậm chí bắt một con gà mái và sau đó tặng nó cho cặp vợ chồng trẻ để chúc may mắn (...).

## Quá khứ và hiện tại
Truyền thống Śmiergust và đổ nước cho phụ nữ trẻ tiếp tục là một yếu tố sôi động của di sản văn hóa phi vật thể ở Wilamowice.
Phong tục này cũng được các nhóm văn hóa dân gian giữ lại: nhóm Wilamowice-Fil biểu diễn "A Wedding in Wilamowice", "Pastorale" và "Śmiergust". Jolanta Danek, giám đốc nhóm văn hóa dân gian, phát biểu với báo chí địa phương: "Các chàng trai từ làng lân cận tham gia với chúng tôi trong đám rước và họ rất tích cực tham gia các sự kiện. Luôn luôn là một cơ hội cho họ để gặp một cô gái thú vị (...).